# پخش ای‌ام

نمونه ای از امواج رادیویی

پخش ای‌ام (انگلیسی: AM broadcasting) نوعی تکنولوژی پخش رادیویی است. در دههٔ ۱۹۵۰ به طور گسترده از آن برای پخش برنامه‌ها استفاده می‌شود اما با پدیدآمدن پخش رادیویی اف‌ام استفاده از آن در دنیا کاهش یافت. 
ای ام مخفف کلمه amplitude modulation می باشد.